# Grupo Executivo da Indústria Automobilística
O Grupo Executivo da Indústria Automobilística (GEIA) foi criado pelo decreto nº 39.412, a partir do plano de metas de Juscelino Kubitschek, e auxiliou na entrada de diversas fábricas do setor automobilístico, que se instalaram no Brasil, principalmente no ABC Paulista, incluindo a Volkswagen, Ford, a Fábrica Nacional de Motores, General Motors, International Harvester, Carrozzeria Ghia, Mercedes-Benz, Scania, Simca, Toyota, Vemag, e a Willys-Overland do Brasil). O governo procurou auxiliar a iniciativa privada, nacional e estrangeira, com estímulos fiscais, cambiais, creditícios e comerciais. Enquanto os investimentos estrangeiros deveriam ser encaminhados principalmente para a fabricação de veículos, caberia às empresas nacionais o subsetor de autopeças.
A partir de julho de 1956, o Plano Nacional de Fabricação de Veículos a Motor passou a ser implantado com a promulgação de uma série de decretos referentes à fabricação de diversos tipos de veículos, definindo a fabricação de caminhões, jipes, camionetas, caminhões leves, furgões e automóveis de passageiros. Assim, qualquer empresa deveria se submeter a esse plano nacional para obter os benefícios fiscais.
Pelo Decreto nº 50.386, de 28 de março de 1961, o GEIA passou à subordinação da Presidência da República, sendo transferido pelo Decreto nº 751, de 19 de março do ano seguinte, para a jurisdição do Ministério da Indústria e Comércio.